# Можгинське сільське поселення
Можги́нське сільське поселення (рос. Можгинское сельское поселение) — муніципальне утворення в складі Можгинського району Удмуртії, Росія. Адміністративний центр — село Можга.

## Населення
Населення — 3095 осіб (2015; 3259 в 2012, 3366 в 2010).

## Історія
До революції територія поселення входила до складу Білярської волості Єлабузького повіту, 1921 року волость увійшла до складу Можгинського повіту. 1924 року волость була ліквідована, а поселення відійшли до складу Можгинської волості, були утворені Білярська, Руськосібинська та Старокаксинська сільради. 1929 року сільради увійшли до складу Можгинського району. 1956 року сільради були об'єднані в одну Старокаксинську.
З 1921 по 1924 роки в селі Можга був розташований адміністративний центр Можгинського повіту. 1924 року була утворена Можгинська сільрада. 1954 року до Можгинської була приєднана Староюберинська сільрада, але пізніше була передана до складу Великосібинської сільради.
Сільське поселення було утворене 13 липня 2005 року шляхом перетворення Великокіб'їнської сільської ради у рамках муніципальної реформи у Росії. 2016 року до його складу була включена територію ліквідованих Александровського, Великосібинського та Старокаксинського сільських поселень.

## Склад
До складу поселення входять такі населені пункти:
| Населений пункт          | Населення, осіб (2010) | Населення, осіб (2012) |
| ------------------------ | ---------------------- | ---------------------- |
| Александрово, присілок   | 132                    | 131                    |
| Біляр, село              | 14                     | 10                     |
| Великі Сіби, присілок    | 593                    | 578                    |
| Замостні Каксі, присілок | 370                    | 366                    |
| Лісна Поляна, присілок   | 162                    | 161                    |
| Малі Сіби, присілок      | 4                      | 7                      |
| Можга, село              | 824                    | 781                    |
| Нові Каксі, присілок     | 71                     | 71                     |
| Нові Юбері, присілок     | 25                     | 26                     |
| Новопольськ, присілок    | 3                      | 1                      |
| Почешур, присілок        | 137                    | 133                    |
| Санніково, присілок      | 18                     | 13                     |
| Старі Каксі, присілок    | 343                    | 339                    |
| Старі Юбері, присілок    | 320                    | 298                    |
| Трактор, присілок        | 281                    | 275                    |
| Юдрук, присілок          | 69                     | 69                     |

## Господарство
В поселенні діють 4 середні школи (Можга, Великі Сіби, Старі Каксі, Трактор), початкова школа (Старі Юбері), 5 садочків (Можга, Великі Сіби, Старі Каксі, Старі Юбері, Трактор), школа мистецтв, 4 фельдшерсько-акушерських пункти, медпункт (Почешур), 6 клубів, 4 бібліотеки.
Серед промислових підприємств працюють ТОВ «Дабров», «Можгинське», «Каксі» та «Алекс+», СПК «Держава», «Трактор» та «Югдон», ковбасний цех, пилорама.